# Pfarrhaus Wersau

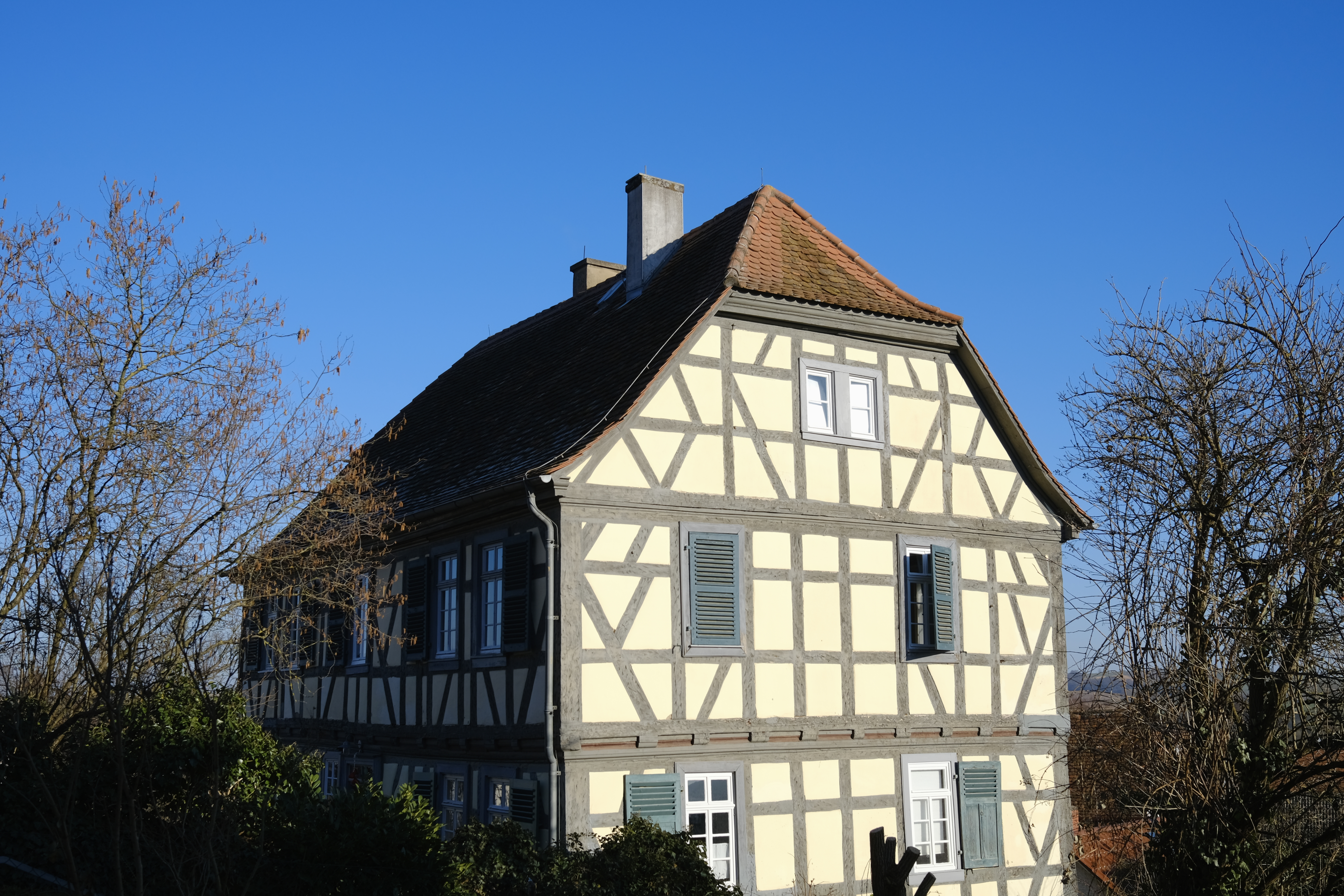
Pfarrhaus Wersau Südansicht

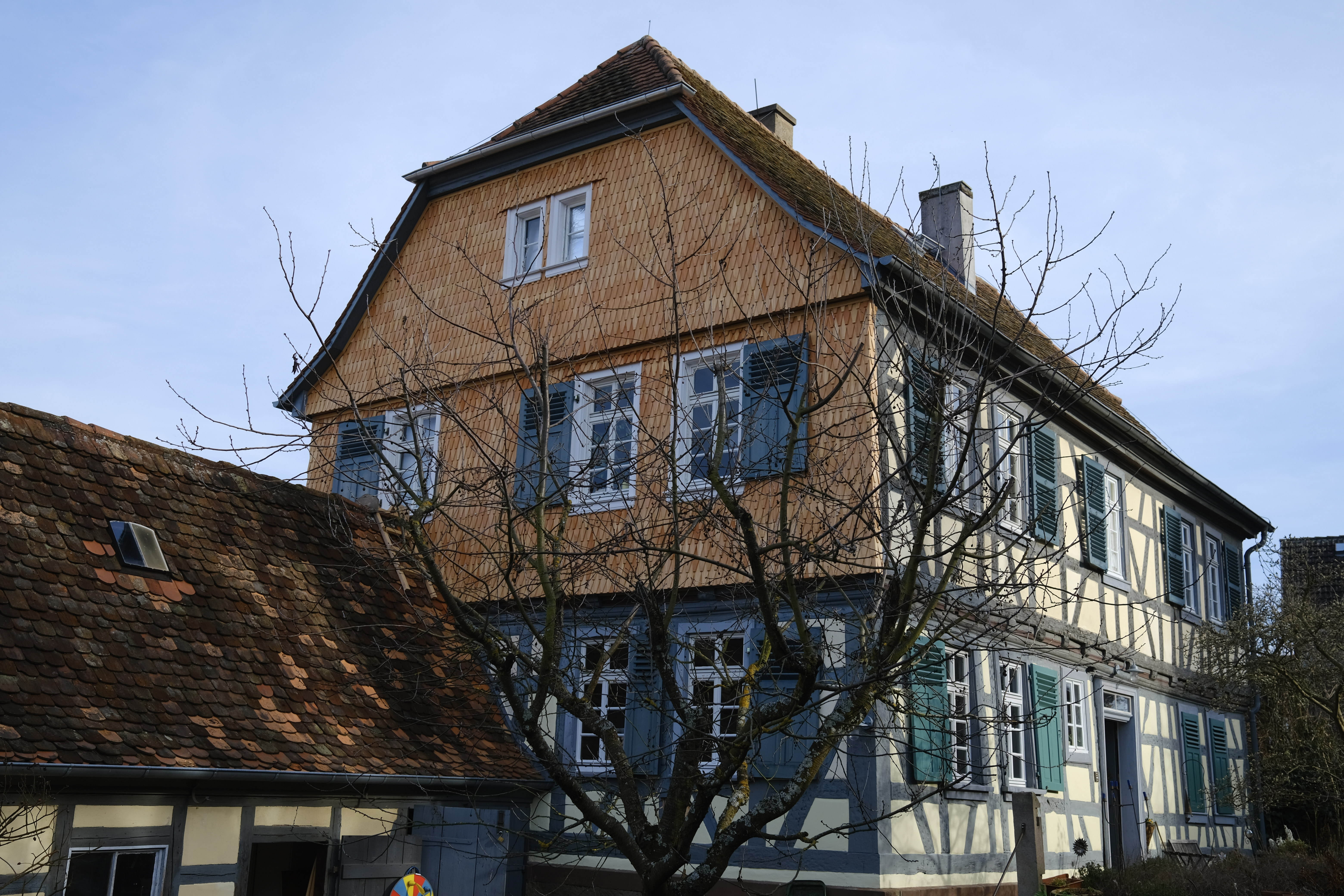
Pfarrhaus Wersau Nord-West-Ansicht

Das ehemalige Pfarrhaus in Wersau im nördlichen Odenwald ist ein denkmalgeschütztes Fachwerkhaus.

## Beschreibung
Das zweistöckige Gebäude mit Krüppelwalmdach wurde von 1732 bis 1734 nach Plänen des Pfarrers und Baumeisters Johann Conrad Lichtenberg erbaut. Fachwerk mit doppelten Kopfstreben verbreitete sich wohl von diesem Haus ausgehend im Vorderen Odenwald. Zum Kulturdenkmal zählen neben dem Hauptgebäude noch der zugehörige ehemalige Stall sowie die Steineinfriedung.
Das Gebäude wurde 1976 von der Evangelischen Kirche verkauft und befindet sich seither in Privatbesitz.
Siehe: Liste der Kulturdenkmäler in Wersau